# Хресто-Воздвиженський храм (Сіверськодонецьк)
Свято-Хресто-Воздвиженський храм у місті Сіверськодонецьк, Луганської області — храм Сєвєродонецької єпархії Української православної церкви московського патріархату. Це перша типова церковна споруда у Сіверськодонецьку.
Часто храмовий комплекс відвідують почесні гості міста Сіверськодонецька. Тричі (у 2001 (грудень), 2005 ( жовтень) і 2006 роках) у храмі перебував митрополит Київський і всієї Русі Володимир. 

## Історія

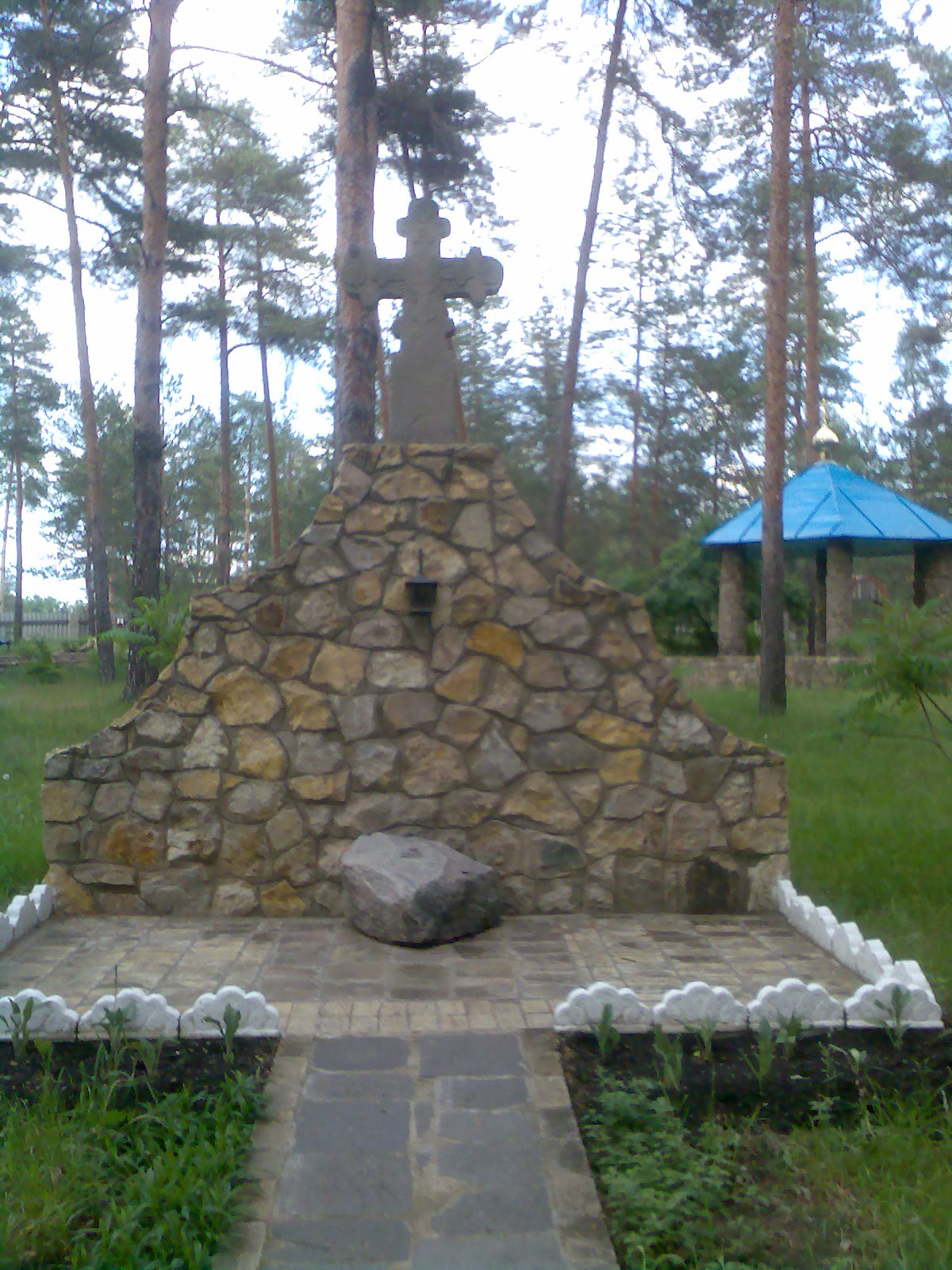
Камінь з Голгофи

Історія храму починається 19 січня 1996 року, коли перший раз була відслужена служба в пристосованому під церкву приміщенні. А 1 листопада 1996 року з Свято-Миколаївського собору міста Алчевська хресним ходом сюди була доставлена перша святиня — ікона Божої Матері «Прикликання загиблих». Згодом на честь цієї ікони був освячений перший храм.
Перша в Сіверськодонецьку типова церковна споруда, каплиця на честь перенесення мощей святителя Миколая, Мир-Лікійського чудотворця, була побудована теж тут, на території храмового комплексу. Прикрасила її старовинна ікона святителя Миколая, передана в дар протоієреєм Олександром Глущенко, благочинним Михайлівського округу.
28 липня 1998 був відслужений молебень, на якому був присутній тодішній міський голова Грицишин В.О. Після цього був закладений перший камінь у фундамент Свято-Хресто-Воздвиженського храму, який 3 листопада 2000 року був освячений архієпископом (нині митрополит) Луганським і Старобільським Іоаникієм. В цей же час у спеціально побудований склеп з околиці села Новоастрахань були перенесені останки невинно убієнних протоієрея Григорія та слуг Василя, Івана, Матвія, Назарія, Микити, Миколи.
На честь 2000-річчя Різдва Христового був споруджений грот, що символізує вертеп, в якому народився Спаситель. На вході в храмовий комплекс розташоване цілюще джерело, освячене на честь ікони Божої Матері «Живоносне джерело».
Зараз ведеться будівництво підземного храму на честь Антонія і Феодосія Печерських.

## Опис

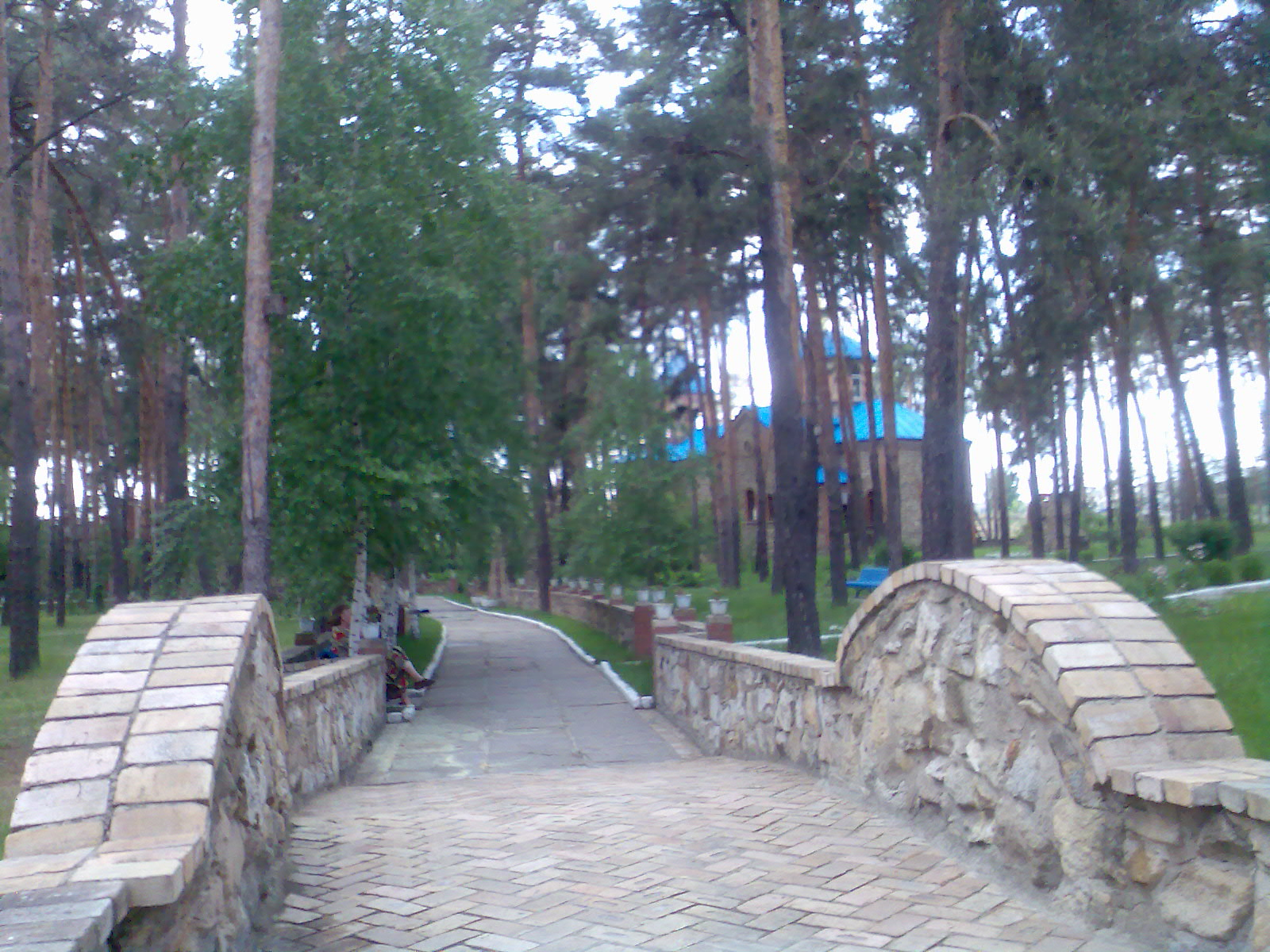
Місток на території храму

На території храмового комплексу знаходиться святині: частка Древа Животворящого Хреста Господня, подарована ченцями грецького монастиря Самгата, камінь з Голгофи — місця страти Ісуса Христа, камені з Гетсиманського саду, гори Фавор, землі Магдала, гори пророка Іллі, Йордану, монастиря Герасима Йорданського, Оливної гори, Капернаума, гори Блаженств, від стін Старого міста (Єрусалима), частка каменю, на якому тисячу днів і ночей молився преподобний Серафим Саровський.
На церковному подвір'ї встановлено старовинний дзвін, відлитий в 1812 році в Ростові-на-Дону, а хресту з цільної брили пісковику, встановленому неподалік, не менше 300 років. Спеціально для молодих була збудована альтанка сімейного благополуччя, на вершині якої знаходиться гніздо лелек.
При храмі працює бібліотека і недільна школа, дитячий оздоровчий табір "отрочат".

## Музей-ризниця
Особливе надбання храмового комплексу - музей-ризниця. Серед його експонатів хрест й ікони, які були у вогні, але зовсім не пошкодилися, оновилася ікона, земля з місця різдва Пресвятої Богородиці, що збільшується в обсязі, камінь з випаленим малюнком Неопалимої Купини, місцем зустрічі Мойсея з Господом, старовинні церковні облачення тощо.

## Галерея

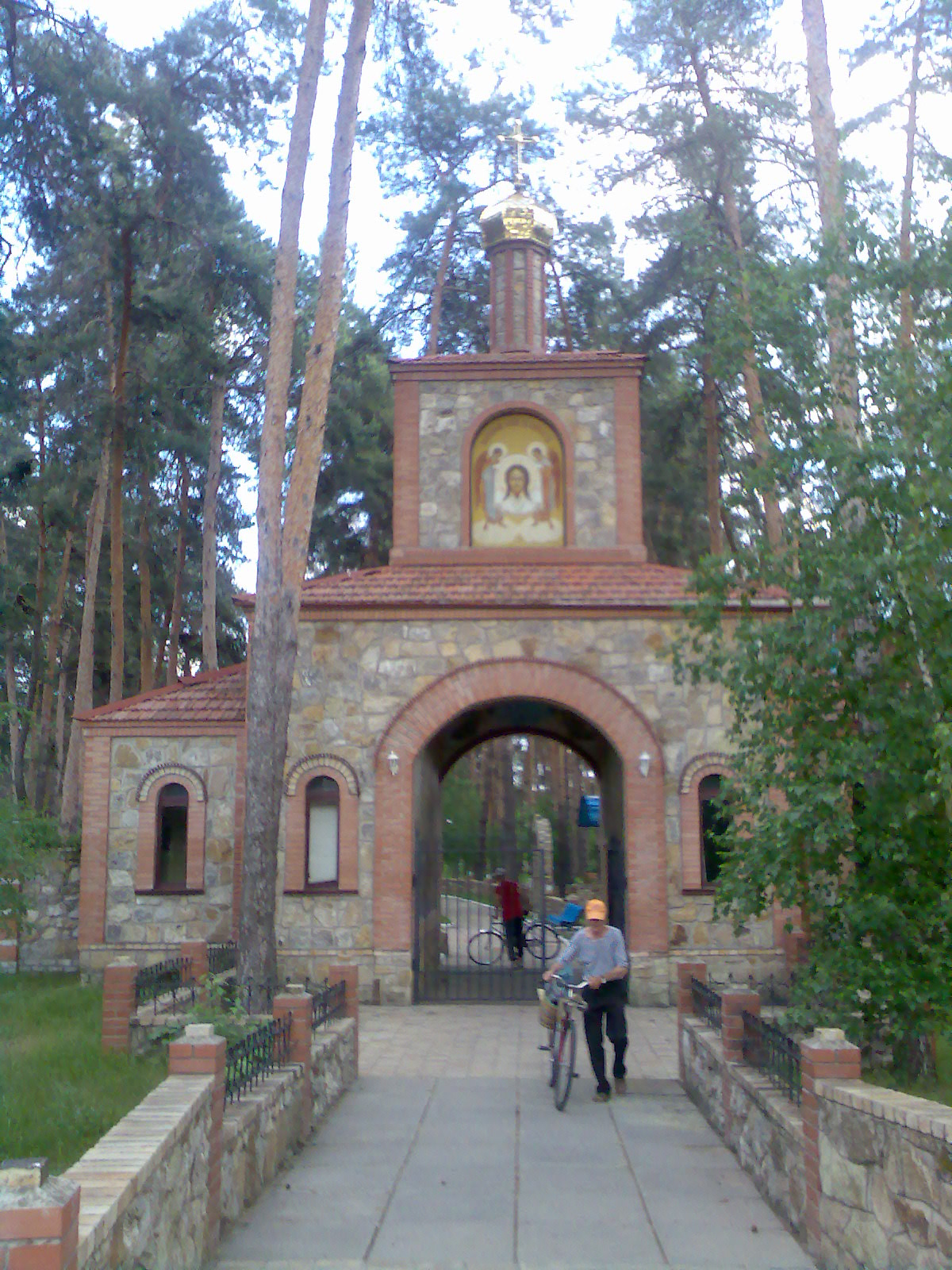
Вхід до храму
Альтанка сімейного благополуччя
Камінь з Голгофи
Музей-ризниця
Недільна школа та бібліотека
Старовинний колокол
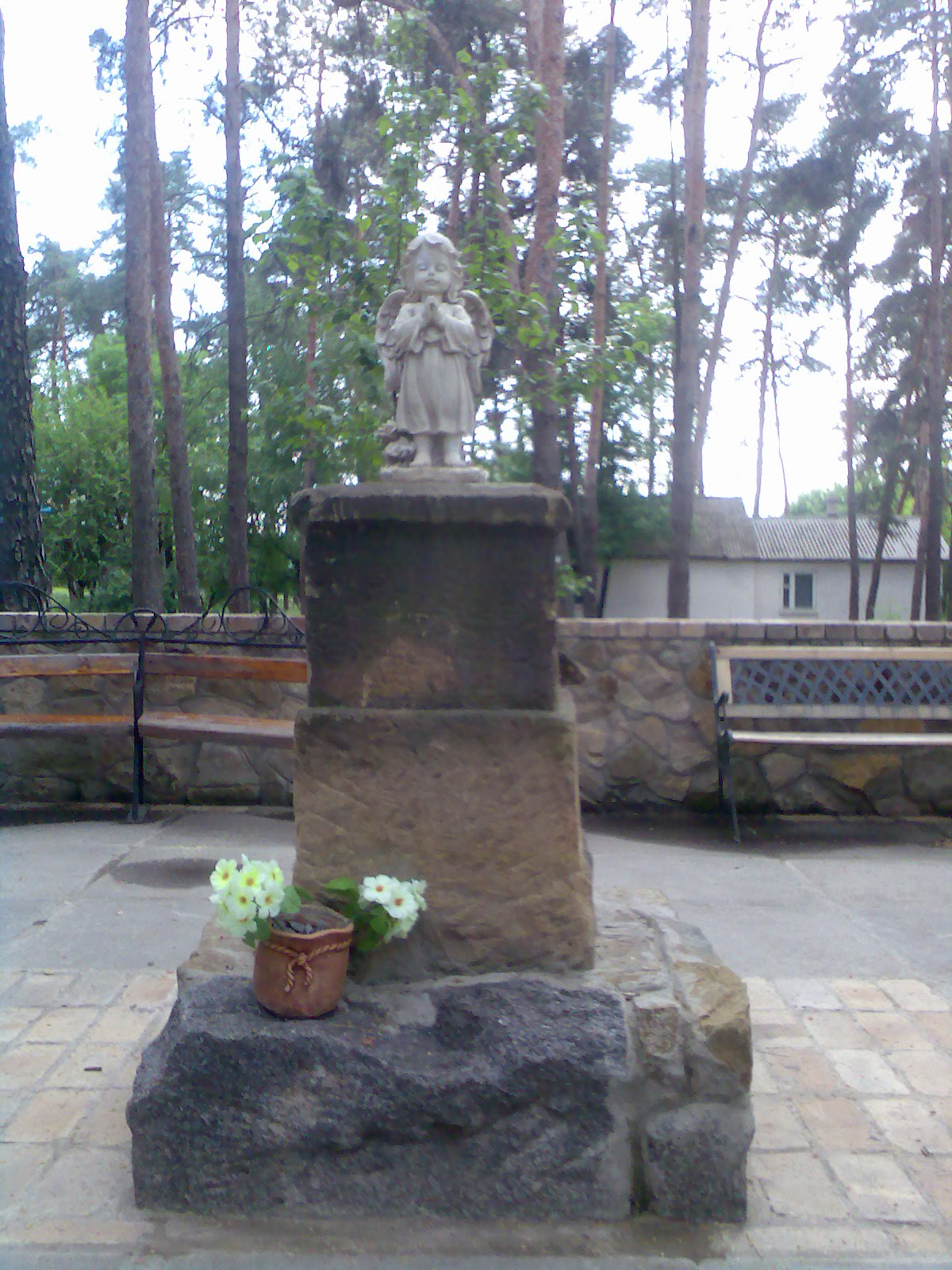
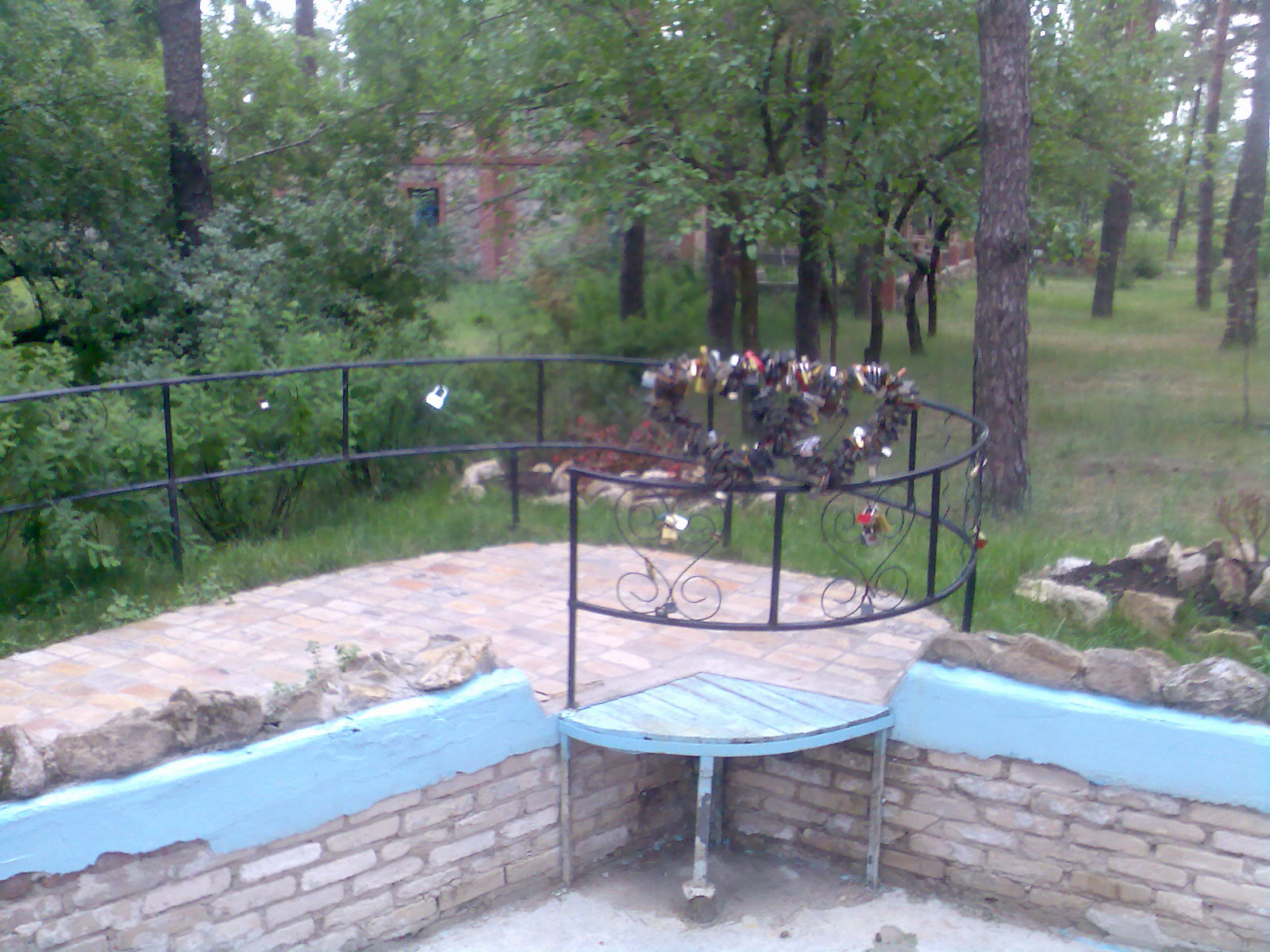